# День восьмой
«День восьмой» (фр. Le huitième jour) — кинофильм режиссёра Жако Ван Дормаля, снятый в 1996 году.

## Сюжет
Не ладится жизнь у бизнес-консультанта Гарри (Даниэль Отёй), который по долгу своей службы должен излучать уверенность и создавать иллюзию успешности. Он одинок, его дочери и бывшая жена (Миу-Миу) не хотят его знать, обиженные его постоянным игнорированием семейных обязанностей. Унылая жизнь Гарри круто меняется, когда он подбирает на обочине дороги Жоржа (Паскаль Дюкенн), сбежавшего из приюта для слабоумных.

## В ролях
| Актёр          | Роль                |
| -------------- | ------------------- |
| Даниэль Отёй   | Гарри               |
| Паскаль Дюкен  | Жорж                |
| Миу-Миу        | Жюли                |
| Изабель Садоян | мать Жоржа          |
| Анри Гарсен    | директор банка      |
| Мишель Мас     | Натали              |
| Фабьен Лорио   | сестра Жоржа Фабьен |
| Дидье Де Нек   | её муж              |
| Ласло Хармати  | Луис Мариано        |

## Награды и номинации

### Награды
- 1996 — Каннский кинофестиваль
  - Лучший актёр — Даниэль Отёй, Паскаль Дюкен
- 1996 — Премия имени Жозефа Плато
  - Лучший бельгийский актёр — Паскаль Дюкен
  - Лучший бельгийский режиссёр — Жако Ван Дормаль
  - Лучший бельгийский фильм

### Номинации
- 1996 — Каннский кинофестиваль
  - «Золотая пальмовая ветвь» — Жако Ван Дормаль
- 1997 — Премия «Сезар»
  - Лучший актёр — Даниэль Отей
- 1997 — Премия «Золотой глобус»
  - Лучший фильм на иностранном языке